# Abbott-Detroit
«Abbott-Detroit» — американская компания по производству люксовых автомобилей, существовавшая в 1909—1919 годах.

## История
В 1909 году в Детройте состоялось открытие нового автомобильного завода «Abbott-Detroit», специализировавшегося на автомобилях класса «люкс». Инженеры-конструкторы компании использовали новейшие технологические разработки, которые были воплощены в силовых агрегатах концерна «Continental». Их установка позволила производить надёжные авто с хорошим уровнем мощности.

## Деятельность
В 1913 году разработчики «Abbott-Detroit» сделали ещё один революционный шаг, стандартизировав систему зажигая автомобилей и освещения в салоне. После такого внедрения компания смогла гарантировать пожизненную работоспособность автомобилей. А спустя ещё три года производственные мощности были полностью перенесены в город Кливленд, и из названия исчезла привязка к Детройту.
Первые автомобили компании были укомплектованы силовыми агрегатами трёх типов: «Continental» с 4 цилиндрами, «Continental» с 6 цилиндрами и двигатель «Herschell-Spillman» с 8 цилиндрами. В 1911 году «Abbott-Detroit» представила четыре различных вариации модели авто «В»: универсал для пяти человек стоимостью 1500 долларов, купе стоимостью 2350 долларов, авто со складной крышей по цене 1650 долларов и родстер за 1500 долларов.
Спустя год появилось ещё три варианта новой модели «44»: универсал с четырьмя дверями для 7 пассажиров стоимостью 1800 долларов, авто со складной крышей по цене 1775 долларов и комфортабельный лимузин стоимостью 3000 долларов. Для потребителей с меньшим заработком была представлена модель «34» эконом-класса. Она предлагалась в двух вариациях: родстер без крыши за 1275 долларов и купе полной комплектации по цене 2150 долларов.